# Wolfgang Scheibe (Architekt)
Wolfgang Scheibe (* 8. Dezember 1928 in Merseburg; † 2006) war ein deutscher Architekt, der vorwiegend in Leipzig tätig war.

## Leben und Wirken
Nachdem er die Schule abgeschlossen hatte, machte Wolfgang Scheibe eine Lehre als Tischler. Anschließend studierte er Innenarchitektur an der Fachschule für angewandte Kunst in Erfurt. Von 1951 bis 1954 arbeitete er als Architekt beim VEB Schiffsmontage Rostock. Danach arbeitete Wolfgang Scheibe beim VEB Hochbauprojekt I in Leipzig, wo er 1956 bis 1965 Kollektivleiter und später stellvertretender Fachgruppenleiter war.
Scheibe war im Hochschulbau tätig, u. a. von 1954 bis 1960 bei der Innenarchitektur der Leipziger Universitätsinstitute für Hygiene, Anatomie, Physik, Physiologie und beim Studentenwohnheim der Karl-Marx-Universität in der Nürnberger Straße, zusammen mit Wolfgang Geisler (1930–2021) und Heinz Rauschenbach.
Seit 1957 war er im Wettbewerb und Bau für den Leipziger Wohnungs- und Zentrumsbau tätig. Seine Wettbewerbsarbeiten zeigen zahlreiche städtebauliche Entwürfe, so im Jahre 1957 für das Stadtzentrum von Halberstadt, im Jahre 1959 im Architektenkollektiv Fritz Gebhardt oder Frieder Gebhardt für Berlin und im Jahre 1967 für Eisenach. 1962 schuf er Entwürfe für den Leipziger Friedrich-Engels-Platz und 1963 für den Leipziger Karl-Marx-Platz. Gemeinsam mit Helmut Ullmann (1930–1991) war er für den Neubau des 1964 bis 1965 am Karl-Marx-Platz errichteten „Hotel Deutschland“, später umbenannt in „Interhotel am Ring“ (heute: „Radisson Blu Hotel Leipzig“), verantwortlich. Scheibe entwarf die Inneneinrichtung des Hotels. 1969 entstand nach seinen Entwürfen der Wohnkomplex Lößnig in Leipzig.
Andere Entwurfsarbeiten waren für repräsentative Staatsbauten, so 1966 für das Berliner DDR-Regierungshotel, Majakowskiring 2 und 1969 für das Leipziger Gästehaus des Ministerrates der DDR am Clara-Zetkin-Park, im Architektenkollektiv Fritz Gebhardt oder Frieder Gebhardt. Das Haus war einer der repräsentativsten Bauten der Stadt Leipzig. Gäste waren Erich Honecker (1912–1994), Erich Mielke (1907–2000) und Franz Josef Strauß (1915–1988). Das Gästehaus wurde insbesondere zu Messezeiten genutzt, dort wurde 1983 mit Franz Josef Strauß der Milliardenkredit für die DDR ausgehandelt. Die Ausstattung war genauso aufwändig wie die Ausstattung im Berliner Gästehaus der DDR-Regierung neben Schloss Schönhausen in Pankow. Das Wandrelief von Bernhard Heisig (1925–2011) im Foyer ist bekannt.
Von 1967 bis 1972 hatte er im Kollektiv von Horst Siegel (1934–2020) die städtebauliche Planung für die Bebauung der Straße des 18. Oktober in Leipzig inne. Er war an der Planung für das Wohngebiet in Leipzig-Grünau beteiligt.
Ab 1969 erbaute er im Leipziger Musikviertel fünf 11-geschossige Wohnblocks in Plattenbauweise, auch bekannt als „Wohnscheiben“. Von 1970 bis 1972 war er zusammen mit Johannes Schulze für den Wohnkomplex Innere Westvorstadt und ab 1971 für den Wohnkomplex Möckern IV tätig.

Bauten von Wolfgang Scheibe
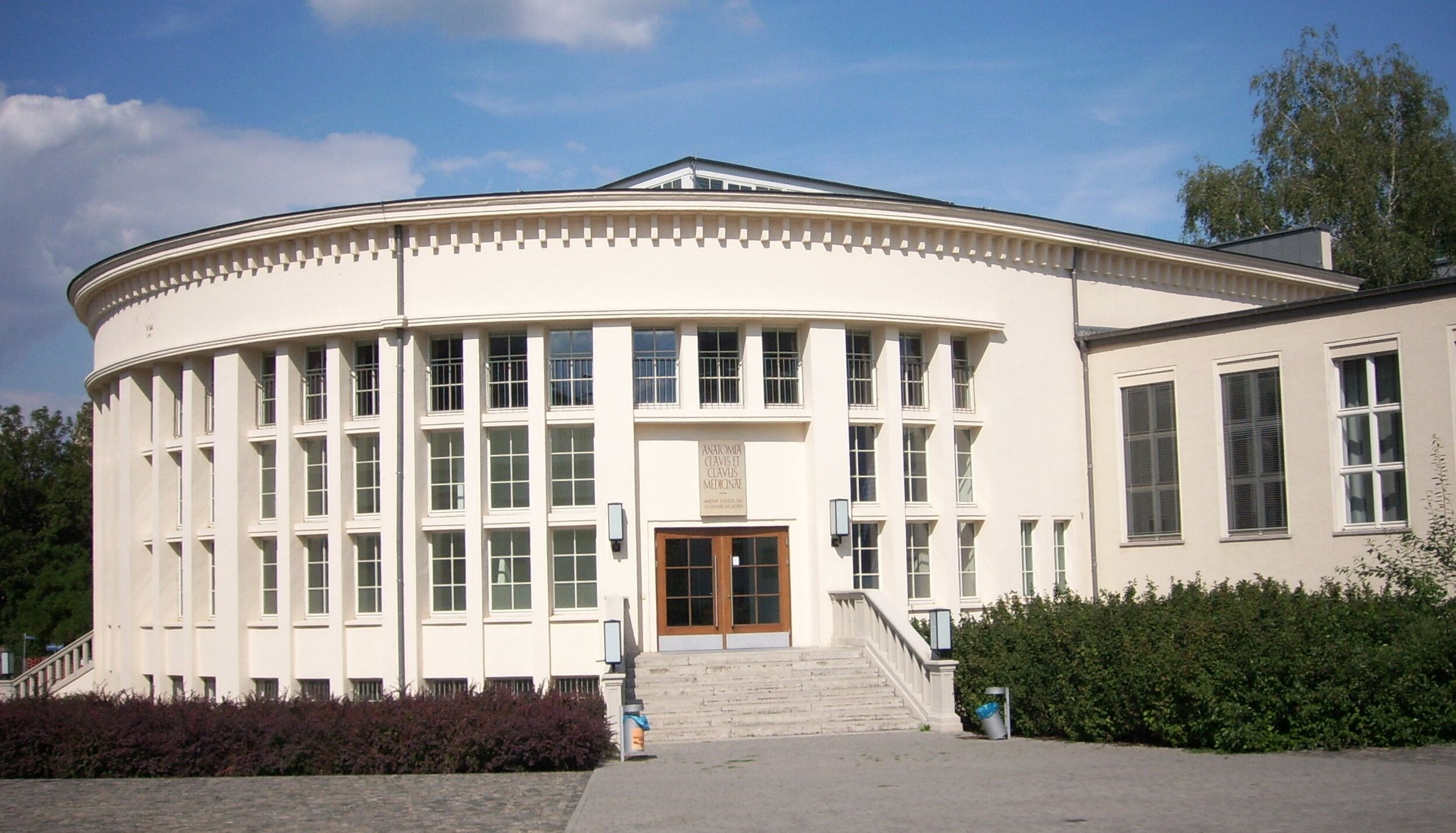
Hörsaal des Anatomischen Instituts der Universität Leipzig (2007)
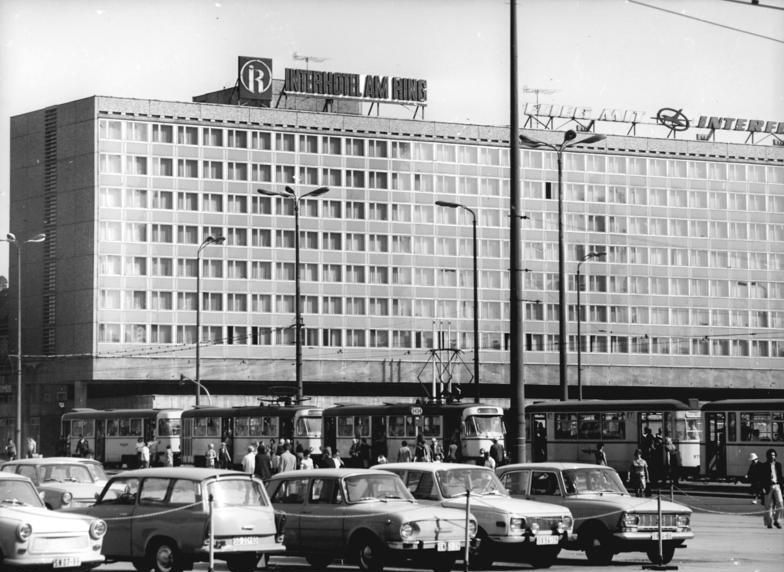
„Interhotel am Ring“ am Leipziger Karl-Marx-Platz (1974)
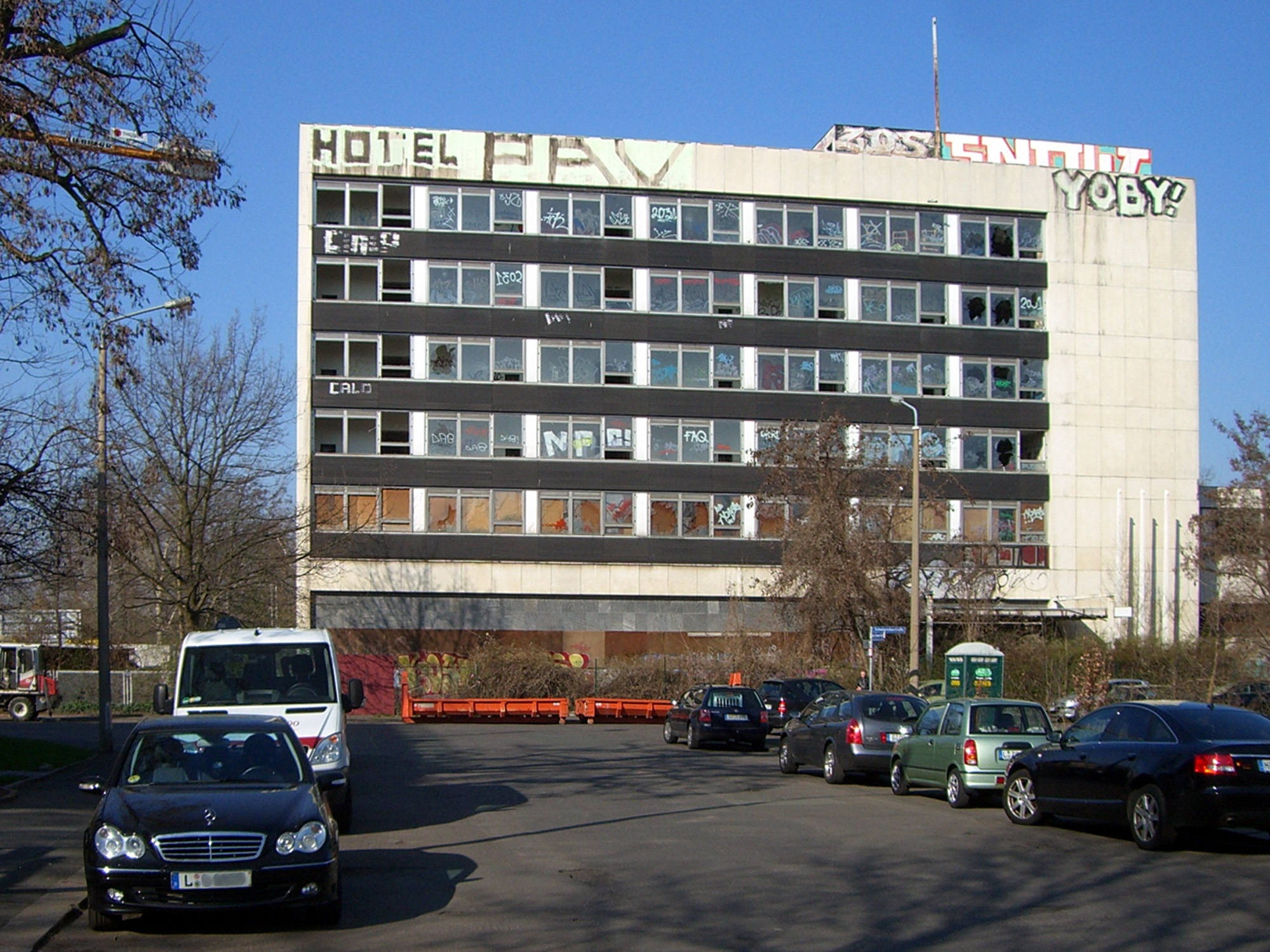
Ehemaliges Gästehaus des Ministerrates der DDR (2010)
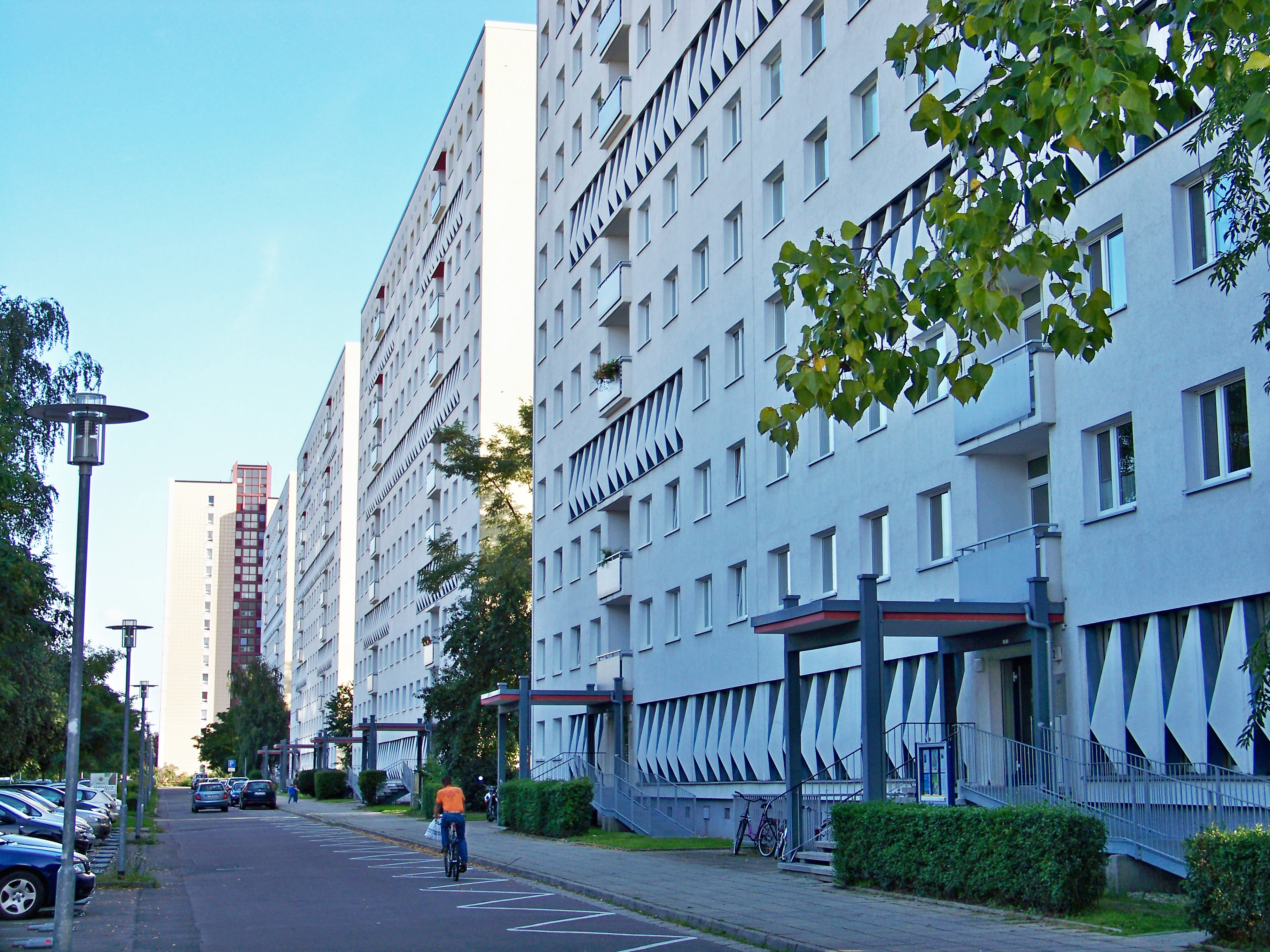
Plattenbauhochäuser in der Straße des 18. Oktober (2010)
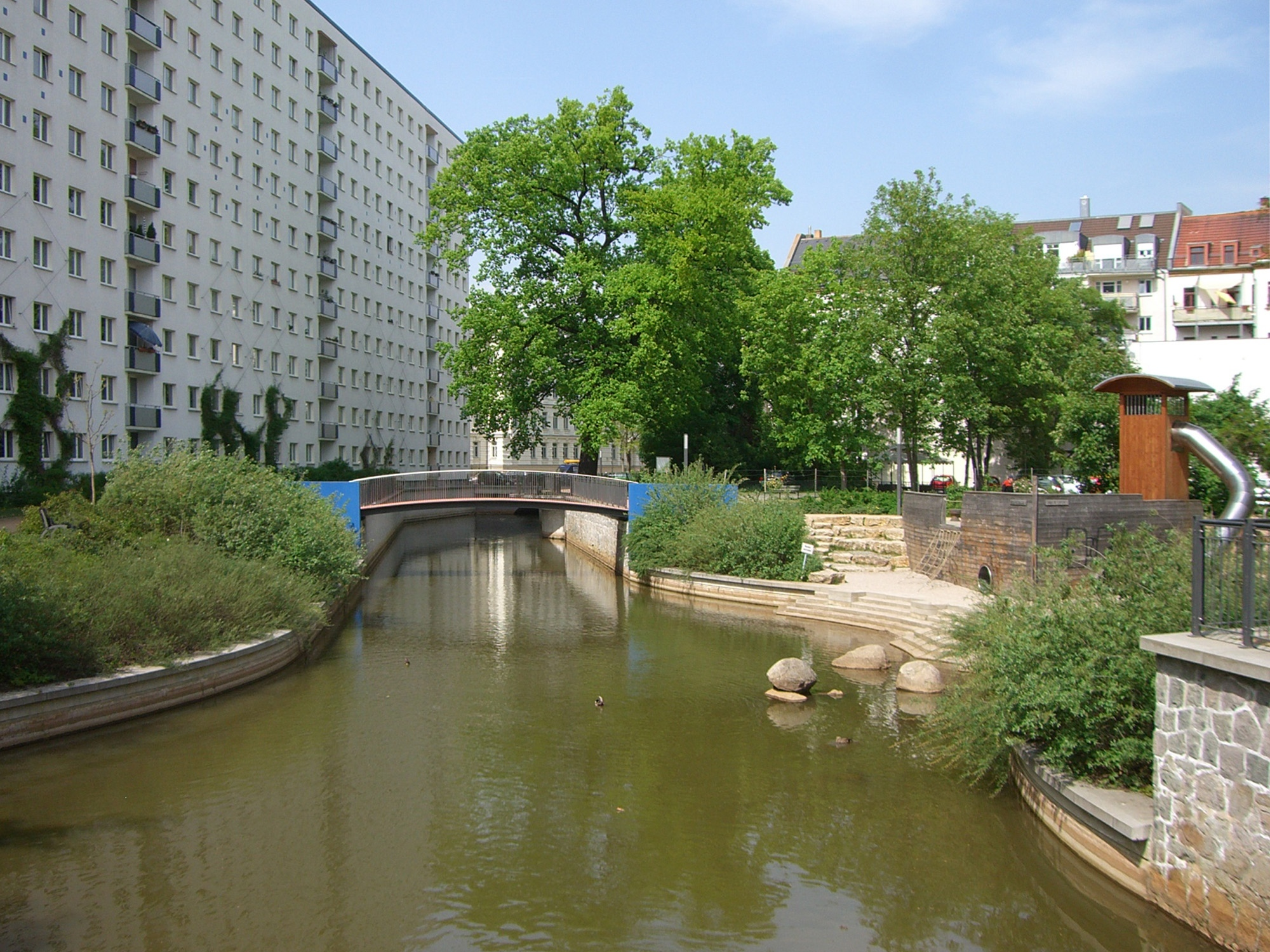
Einer von fünf 11-geschossigen Wohnblocks in Plattenbauweise, auch bekannt als „Wohnscheiben“ im Leipziger Musikviertel am Pleißemühlgraben (2009)

## Auszeichnungen
Scheibe wurde mehrfach ausgezeichnet. Er erhielt den Kunstpreis der Stadt Leipzig und 1969 die Schinkel-Medaille.

## Publikationen
- zusammen mit Andrä Klaus: Fußgängerbereiche in Stadtzentren-Notizen zu einem Erfahrungsaustausch. In: Architektur der DDR 1976: Nr. 11, S. 647–648.
- zusammen mit Wolfgang Müller: Wohnkomplex Leipzig. Straße des 18. Oktober. In: Deutsche Architektur 1972, Nr. 2, S. 82–85.
- zusammen mit Hans-Dieterch Wellner, Georg Eichhorn, Günter Walther: Geplant – gebaut – bewohnt: Wohngebiet Leipzig Grünau. In: Architektur der DDR 1986: Nr. 5, S. 273–279.